# Гней Корнелий Лентул Марцеллин
Гней Корне́лий Ле́нтул Марцелли́н (лат. Gnaeus Cornelius Lentulus Marcellinus; родился около 105 года до н. э. — умер после 56 года до н. э.) — римский политический деятель из плебейской ветви рода Корнелиев, консул 56 года до н. э. По одной из версий, был первым мужем Скрибонии — жены Октавиана Августа и матери его единственного ребёнка.

## Происхождение
По крови Публий Корнелий принадлежал к плебейскому роду Клавдиев Марцеллов. Его дедом был Марк Клавдий Марцелл, легат во время Союзнической войны. Старший сын Марка стал основателем ветви Марцеллов Эзернинов, а младший был усыновлён патрицием Корнелием из ветви Лентулов и с этого момента носил имя Публий Корнелий Лентул Марцеллин, оставаясь в то же время плебеем. В своей политической карьере Публий не продвинулся дальше должности монетария. Его женой стала дочь Публия Корнелия Сципиона Назики Серапиона (консула 111 года до н. э.), по женской линии внучка Квинта Цецилия Метелла Македонского и праправнучка Сципиона Африканского.
У Публия и Корнелии родились двое сыновей. Старший, Публий Корнелий Лентул Марцеллин, был квестором в 74 году до н. э.; младший, Гней Корнелий Лентул Марцеллин, сделал более эффектную карьеру.

## Биография
Гней Корнелий родился около 105 года до н. э. Его политическая деятельность началась с должности монетария приблизительно в 84 году до н. э. В 74 году Лентул Марцеллин был квестором (возможно, в один год со старшим братом) и в этом качестве снова ведал чеканкой монеты. Будучи потомком Марка Клавдия Марцелла, покорителя Сиракуз, Гней осуществлял патронат над Сицилией; поэтому во время суда над бывшим наместником этой провинции Гаем Верресом (70 год до н. э.) он поддерживал истцов.
В 67 году до н. э. Лентул Марцеллин в качестве легата под командованием Гнея Помпея Великого участвовал в масштабной войне со средиземноморскими пиратами. Он очистил от разбойников море у побережья Африки, и в благодарность за это жители Кирены установили его статую в храме Аполлона. В 61 году до н. э. Гней в числе других нобилей подписал обвинение Публия Клодия Пульхра в осквернении таинств Благой Богини, а в 60 году до н. э. был претором.
После претуры Лентул Марцеллин два года правил провинцией Сирия (59—58 годы до н. э.), где ему пришлось отражать набеги арабов. По возвращении в Рим Гней был избран консулом на 56 год до н. э. вместе с ещё одним плебеем, Луцием Марцием Филиппом. В отличие от коллеги он выступал против членов триумвирата (Гая Юлия Цезаря, Гнея Помпея Великого и Марка Лициния Красса), сосредоточивших тогда в своих руках огромную власть. Ещё до вступления в должность Лентул Марцеллин выступил против Публия Клодия Пульхра, союзника триумвиров: он заявил о необходимости суда над Клодием и предложил вернуть Марку Туллию Цицерону земельный участок на Палатине, где стоял его дом, разрушенный клодианцами. Предложение было одобрено, но один из народных трибунов наложил на него вето.
В декабре 57 года до н. э. Гней Корнелий заявил в сенате, что обсуждать отмену аграрных законов Цезаря нельзя в отсутствие Помпея (Цезарь, являвшийся проконсулом Галлии, в любом случае не мог приехать). Позже Лентул Марцеллин принял активное участие в прениях о судьбе египетского престола. Триумвиры добивались того, чтобы в Египет для возвращения власти Птолемею Авлету направили Помпея во главе армии, а Гней предлагал решить проблему с помощью дипломатии, что было явным демаршем против Помпея. В дальнейшем Лентул Марцеллин открыто протестовал против избрания Помпея и Красса консулами на следующий год, но каких-либо последствий это не имело.
После консулата Гней Корнелий не упоминается в источниках. Возможно, поражение в борьбе с триумвиратом заставило его отказаться от политической деятельности; возможно, вскоре после 56 года до н. э. он умер.
Благодаря одному упоминанию у Цицерона известно, что Лентул Марцеллин был членом жреческой коллегии эпулонов.

## Семья
Сыном Гнея Корнелия исследователи считают Публия Корнелия Марцеллина, квестора 48 года до н. э. Предположительно у Гнея был ещё один сын. Поскольку известно, что жена Августа Скрибония до него была замужем за двумя консулярами и что её сына звали Корнелий Марцеллин, некоторые антиковеды предполагали, что именно Гней стал её первым мужем. Позже благодаря одному месту у Проперция появилась гипотеза, что Гней был женат на патрицианке Фабии, а на Скрибонии женился другой Корнелий.

## Память
Цицерон включил Гнея Корнелия в свой перечень ораторов в трактате «Брут», в разделе «Современники Гортензия». По его словам, Лентул Марцеллин «всегда казался человеком речистым, а в свое консульство проявил себя даже очень красноречивым оратором — быстрым мыслями, обильным словами, со звучным голосом и хорошим остроумием».